# 416
416 (CDXVI, na numeração romana) foi um ano bissexto do século V do  Calendário Juliano, da Era de Cristo, as suas letras dominicais foram B e A, totalizando 52 semanas, com início a um sábado e terminou  a um domingo.
| Ano completo                      |
| --------------------------------- |
| Ano bissexto com início ao sábado |

## Eventos
- Os Visigodos invadem a Península Ibérica.